# Піски (Великолюбінська селищна громада)
Піски́ — село в Україні, у Великолюбінській селищній громаді Львівського району Львівської області. Населення становить 56 осіб (станом на 2005 рік). Орган місцевого самоврядування — Великолюбінська селищна громада. 

## Географія
З західного боку села протікає річка Верещиця, яка впадає у Дністер.

## Історія села
Село Піски засноване 1450 року.
Розташоване на невисокому розлогому піщаному пагорбі, звідки й походить назва села. Зі всіх сторін село оточують торфовища. Колись це була болотяна місцевість, зараз ця довколишня територія осушена меліорацією і на цих лугах випасають худобу. Із західної сторони села протікає річка Верещиця, через неї прокладений міст, який веде у сусіднє село Поріччя-Задвірне. У 1970-х роках через село проклали дорогу, а на місці старого дерев'яного мосту встановили новий, залізобетонний. У 1990-х роках на дорогу нанесено асфальтове покриття.

Річка Верещиця (сучасне фото з мосту біля села Піски: зліва видно с. Поріччя-Задвірне, вдалині видніється с. Косівець)

Зі сходу на відстані пів кілометра розташований невеликий ліс Дубрівка, а за ним через поле великий ліс.
У центрі села розташований маленький старий цвинтар, на якому залишилося лише декілька пам'ятників, які про нього нагадують. Місце під новий цвинтар було виділено у південно-східній частині піщаного пагорба. Пізніше він був розширений, оскільки місця для поховань стало не вистачати (адже із чотирьох сіл хоронили на цьому цвинтарі). Зараз у селі Косівець побудували церкву і зробили свій цвинтар.
У селі зараз є дві церкви — УАПЦ і УГКЦ, які розташовані по обидва боки від старого цвинтаря.

Українська Автокефальна Православна Церква св. Іоана Золотоустого села Піски
Українська Греко-Католицька Церква села Піски

З розповідей старожилів, колись у селі було всього лише три господарі — Ковч, Пак і Федишин. До тих, в кого було багато землі, наймалися на роботу люди з інших сіл. Платили вони їм за їхню роботу по-різному, в більшості випадків землею, на якій вони потім будували собі хату і так вкорінювалися у селі. У такий спосіб село розросталось. Частина господарств у селі з'явилися через родичів господарів, яким вони виділяли частки землі для будівництва. Зараз у селі близько 25 господарств.

## Історія церкви
Згідно з розповідями старожилів, колись давно люди хотіли побудувати церкву, поїхали возами в ліс за деревом, а як вже верталися назад з возами наповненими деревом, то коні зупинилися у Пісках. Що вони тільки не робили, а коні як стали каменем, так з цього місця і не зрушили. Тоді подумали люди, що це знак Божий, вивантажили дерево з возів і побудували на цьому місці церкву. Так і постала у 1887 році у селі Піски церква, яка також обслуговувала вірян з довколишніх сіл Поріччя, Косівець, Бірче і хутора Підверець. У сусідньому селі Чуловичі церкву побудували аж через три роки в 1890 році.

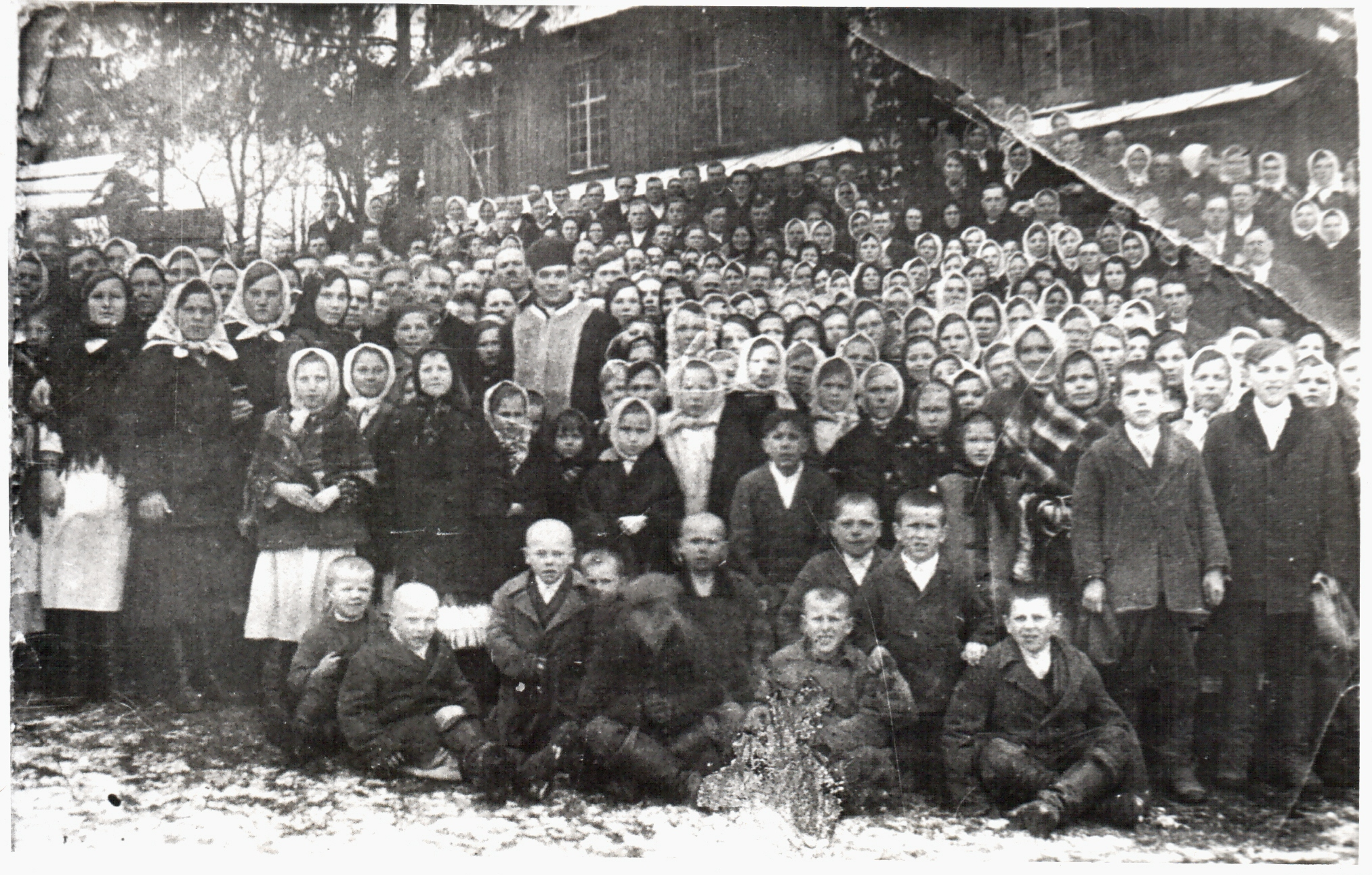
Свято в селі Піски 1936 рік. Помічник настоятеля церкви о. Василь Гарцула з вірянами біля старої дерев'яної церкви

Під час Другої світової війни у 1944 році стара дерев'яна церква згоріла. До 1964 року відправляли у хаті священика, яка була спеціально побудована таким чином, що її менша частина служила житлом для священика, а більша частина була облаштована під храм для служіння. Через відмову священика увійти до складу московської православної церкви церковний храм у селі Піски було закрито, а священик був змушений виїхати. З цього часу громада села Піски свої духовні потреби справляла у селі Чуловичі.
У ???? році церкву підпалили місцеві парубки разом з приїжджими зі Львова, які часто полюбляли грати у футбол на церковному подвір'ї. Згорів дерев'яний дах і ґанок.
У 1986 році на руїнах церкви було знято епізод до фільму «Державний кордон: Фільм 6 — За порогом перемоги», прем'єра якого на телеекранах в СРСР відбулася 27 травня 1987 року. Події фільму відбуваються в Західній Україні в 1947 році, де продовжують боротися за незалежність України повстанські загони ОУН-УПА. Оскільки борці за волю України змальовані у фільмі з негативної сторони, зараз цей фільм заборонений для перегляду в Україні.

Кадри з фільму зняті на подвір'ї біля церкви в с. Піски

У 1989 році взялися за відбудову храму у селі Піски. У цьому ж році храм було освячено на празник Івана Золотоустого 26 листопада 1989 року. Так у селі Піски було відновлено Українську Автокефальну Православну Церкву святого Івана Золотоустого.
Десь за два тижні до празника була спроба захопити храм греко-католиками, які таємно відокремилися від громади і разом на чолі з відомим на той час Іваном Гелем намагались зробити його греко-католицьким. Деякий час люди трималися разом, але потім все-таки розділились. Окупація Західної України Польщею і насильницька католизація українських земель таки дали свій внесок у свідомість людей.
У 2011 році на празник 26-го листопада село Піски відвідав Митрополит Львівський УАПЦ Макарій, який відправив Архієрейську Літургію з нагоди свята і здійснив освячення оновленого храму УАПЦ св. Іоана Золотоустого.
Два роки до того було закінчено внутрішній розпис церкви, а цього року було повністю оновлено зовнішній фасад церкви. На вході до храму збудовано величні арочні ворота.

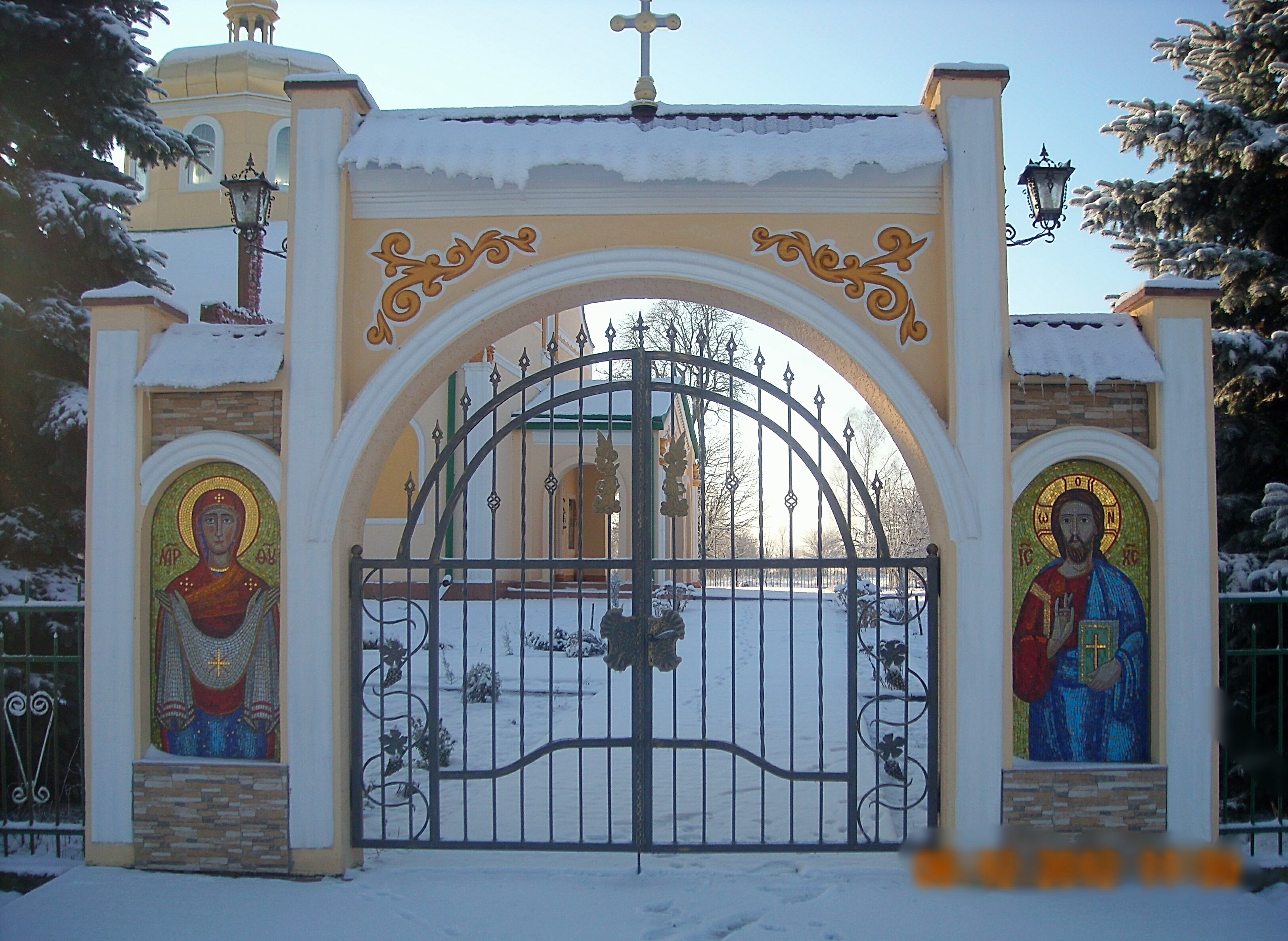
Вхідна брама-арка з мозаїчним оздобленням (УАПЦ с. Піски)

У 2015 році почали оздоблювати фасад храму Св. Іоана Золотоустого УАПЦ іконами мозаїками.

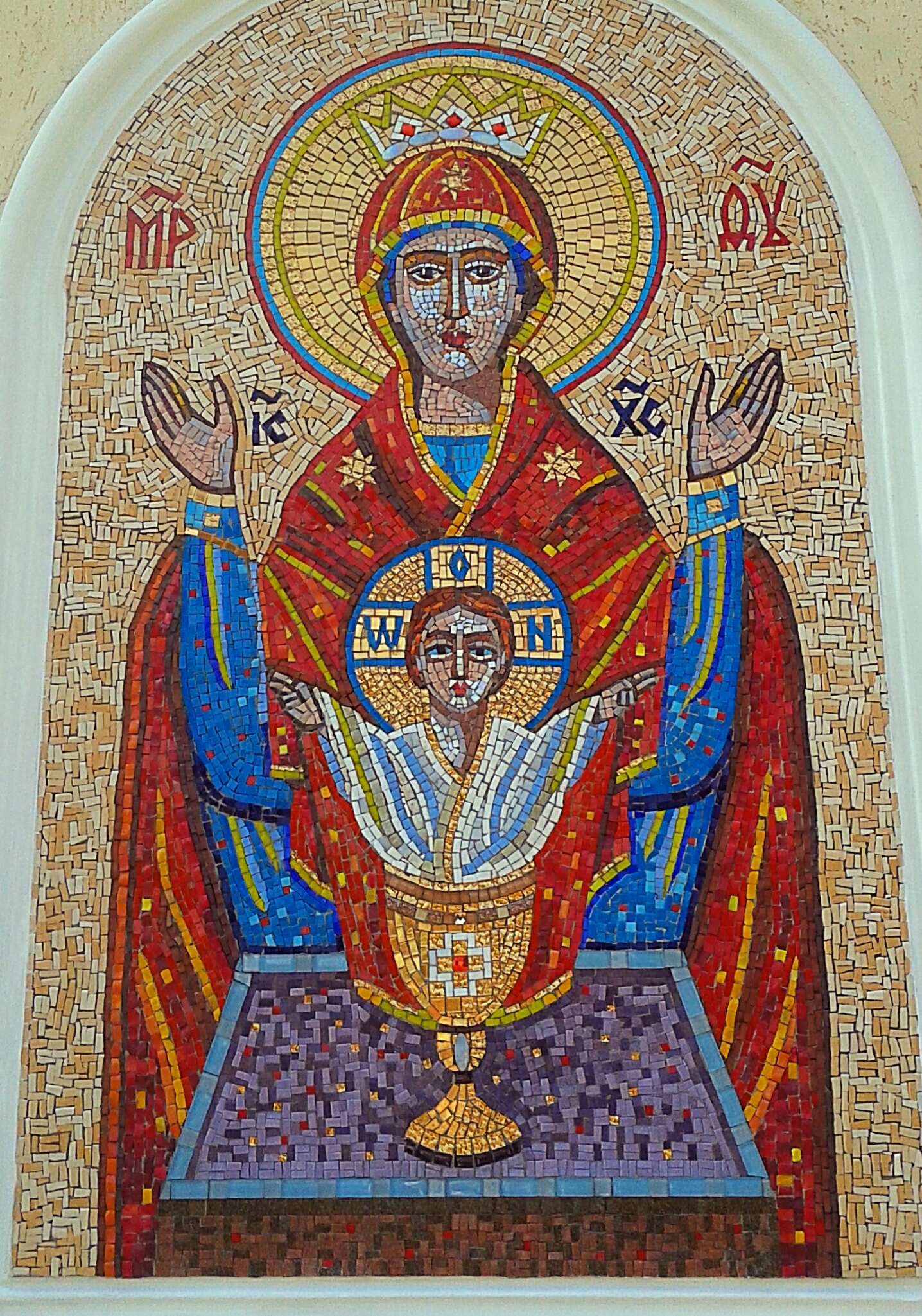
Фасадна мозаїка ікони Пресвятої Богородиці «Невипивана чаша» (УАПЦ с. Піски)

15 грудня 2018 року у Софійському соборі в Києві відбувся Об'єднавчий собор українських православних церков, на якому було створено Єдину Помісну Православну Церкву України (ПЦУ) шляхом об'єднання УПЦ КП, УАПЦ і частини УПЦ МП, і обрано першого предстоятеля новоствореної ПЦУ. Ним став митрополит Київський і всієї України Епіфаній.
Процес надання автокефалії Православній церкві України завершився 6 січня 2019 року. Під час спільного служіння літургії на честь свята Богоявлення (за новоюліанським календарем) Вселенський патріарх Варфоломій вручив предстоятелю ПЦУ Епіфанію митрополичий жезл і сувій із текстом Томосу. Томос надає Київській митрополії канонічний автокефальний статус. Українська Православна Церква (ПЦУ) стала 15-тою автокефальною церквою світового православ'я і додана до Диптиху Вселенського Православ'я.
30 січня 2019 року Українська Православна Церква (ПЦУ) була юридично оформлена як релігійна організація. Парафія Святого Іоана Золотоустого УАПЦ села Піски увійшла до структури Помісної автокефальної Української Православної Церкви (ПЦУ).
У вересні 2019 року розпочато роботи по огородженню кладовища в селі Піски, які завершилися у листопаді цього ж року встановленням більшої частини огородження з передньої частини (40 прольотів). Нова огорожа була придбана коштом пожертв парафіян сіл Піски, Бірче, Поріччя-Задвірне та Косівець, а також спонсорської допомоги «Агрохолдингу Мрія» та депутата Я. Дубневича.
У 2021 році в храмі Святого Іоана Золотоустого ПЦУ села Піски проводилися реставраційні роботи по відновленню позолоти іконостасу. На храмовий празник 26 листопада 2021 р. відбулося освячення оновленого іконостаса та урочиста святкова Літургія за участі священників Городоцького, Мостиського, Львівського та Кам'янко-Бузького деканатів.
Частина людей, які відокремилися від громади УАПЦ на початку 1990-х років, сформувала греко-католицьку громаду, у якої не було свого храму, тому відправляли спочатку на дорозі біля церкви, а потім перейшли на місце спаленої старої дерев'яної церкви, де у 2000 році збудували свій храм. У 2014 році біля церкви на місці, де раніше стояла дерев'яна дзвіниця, закінчили будівництво мурованої дзвіниці.

## Галерея

Церква св. Іоана Золотоустого (с. Піски)
Церква св. Іоана Золотоустого (с. Піски)
Церква св. Іоана Золотоустого (с. Піски)
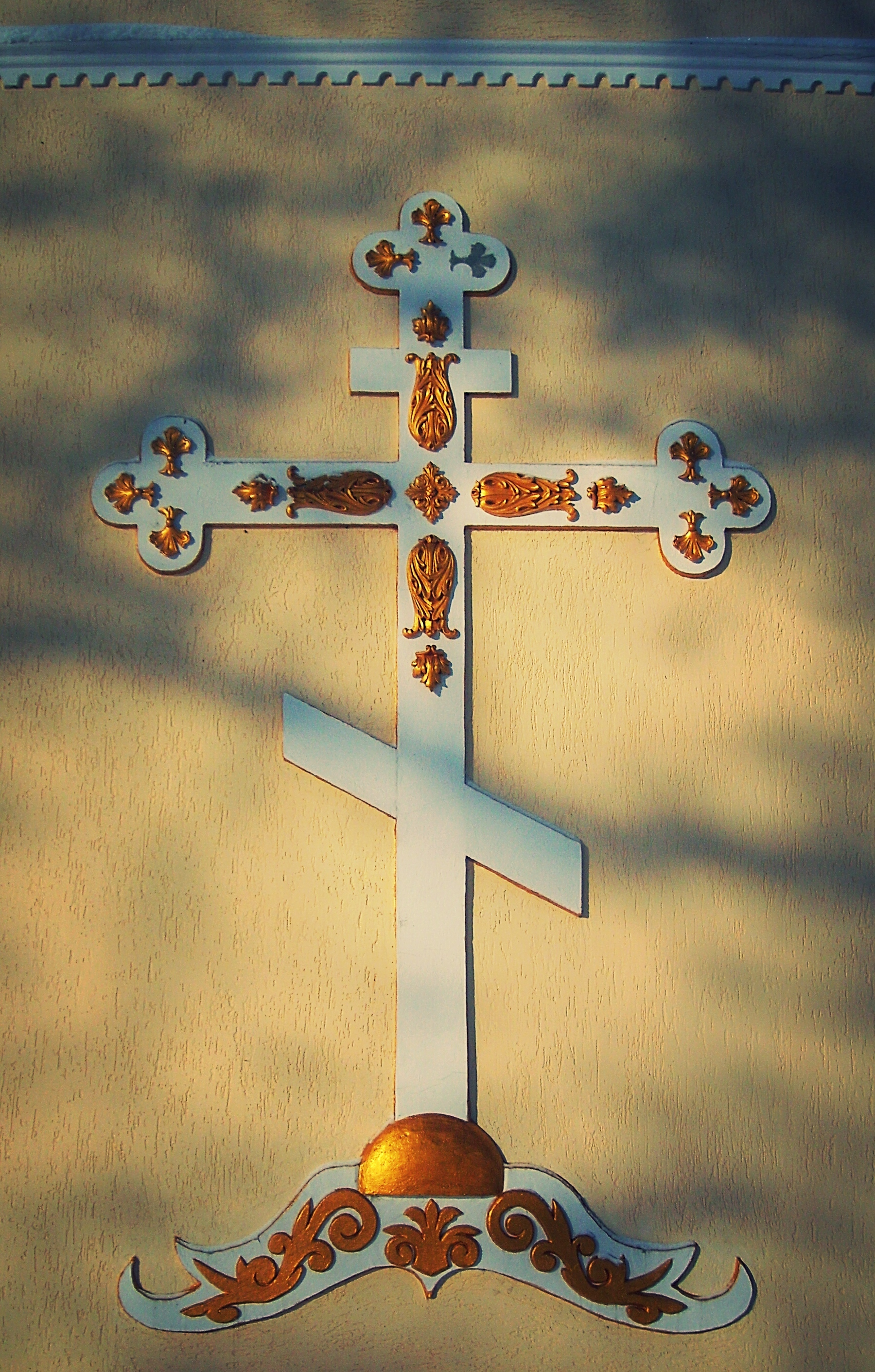
Фасадний православний хрест зі східного боку церкви св. Іоана Золотоустого (с. Піски)

## Національно-визвольна боротьба
16 вересня 1944 року бійці ОУН на хуторі Піски в селі Бірче Городоцького району Львівської області знищили районного військового комісара майора Рудого та інструктора 4-ї частини райвійськкомату лейтенанта Босенко.